# Detergente

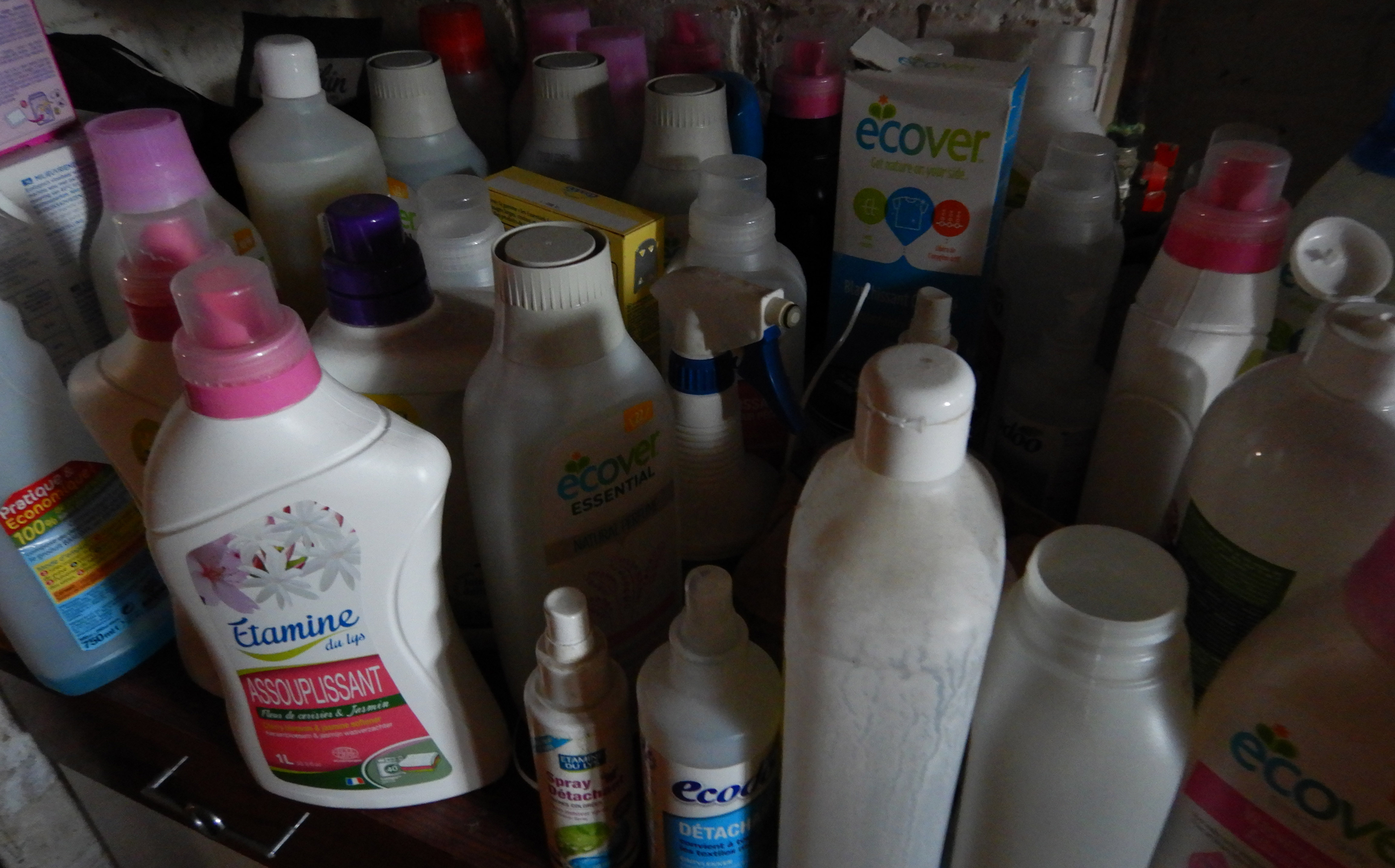
Exemplos de detergente

Detergente é uma substância de limpeza cuja molécula possui a capacidade de se conectar tanto com a água (parte polar) quanto com gorduras e óleos (parte apolar). Essa característica permite que o detergente remova a sujeira de superfícies ao formar pequenas estruturas chamadas micelas, que encapsulam a gordura e a sujeira, permitindo que sejam removidas pela água. Os detergentes modernos são produtos sintéticos, geralmente derivados do petróleo, e não de gorduras animais ou vegetais como o sabão tradicional. 
Detergente é uma substância química composta por moléculas que conseguem interagir tanto com a água quanto com a gordura, por isso são chamadas de agentes tensoativos. Essa capacidade dupla permite que eles removam a sujeira e a gordura das superfícies. 